# 三尾邦三

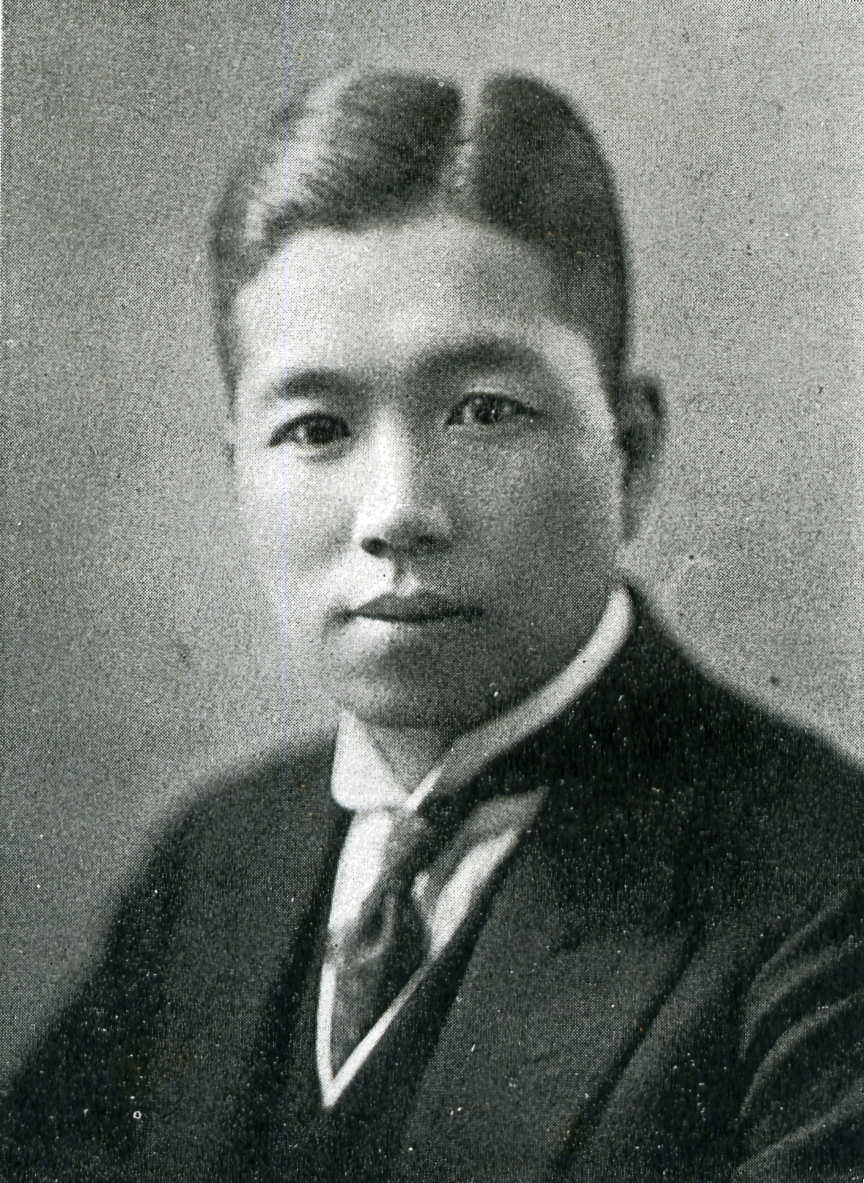
三尾邦三

三尾 邦三（みお くにぞう、1891年（明治24年）9月29日 - 1966年（昭和41年）7月1日）は、明治末から昭和期の美術商、政治家。衆議院議員。別名・春海熊三。

## 経歴
和歌山県和歌山市新堀北ノ丁で、酒造業「大野屋」三尾彦右衛門の二男として生まれる。家業の経営が思わしくなく10歳で大阪の美術骨董商・春海商店（春海藤次郎経営）に入店し、1912年（明治45年）春海藤次郎が死去したため経営を継承し「春海熊三」の名義を用いた。1919年（大正8年）経営形態を株式会社に変更し専務取締役に就任した。三井、岩崎、久原などの財閥家を顧客として店を発展させた。1920年（大正9年）欧米へ美術調査視察旅行を行った。また、1927年（昭和2年）海外経済調査委員久原房之助に随行して欧米を再訪した。
1930年（昭和5年）2月、第17回衆議院議員総選挙に立憲政友会所属で和歌山県第2区から出馬して当選し、以後、第19回総選挙まで再選され、衆議院議員に連続3期在任した。この間、議員の歳費を全て国防基金への寄付、選挙区の窮民義捐金などに用いた。
その他、日本美術社長、和歌山商業学校理事長、南紀美術館館長、和歌山三尾実業高等学校理事長などを務めた。また、美術新聞『美術の国』を発刊した。

## 著作
- 春海熊三『私の見た欧米の美術』慶文堂書店、1923年。
- 『武藤山治先生南紀遊説記』中西禎蔵、1931年。

## 関係書籍
- 原静村『代議士三尾邦三君』南海新聞社、1936年。